# One-T
A One-T egy francia elektronikus/hiphop/house project. Az együttes 2001-ben mutatkozott be először, a Gorillaz-hoz hasonlóan rajzfilmfigurákkal. Magyarországon a legismertebb dalaik a The Magic Key és a Starsky & Hutch.

## A koncepció
A One-T koncepciója az, hogy egy vidám világot hozzon létre, amely a következő generáció szimbóluma, amely a drogok, a szex és az elektronikus zene világában él.
A One-T több karakterből áll:
One-T (fő karakter): Egy fiatal 13 éves fiú, aki dohányzik kábítószerezik és sértegeti a szüleit. Fiatal kora ellenére az álma, hogy DJ lehessen.
Nine-T: Egy fiatal latino, One-T legjobb barátja. Rendezvényeket szervez apja bárjában.
E: Egy tehetséges japán számítógépes hacker. Az ikertestvére Ee.
EE: E ikertestvére, személyisége teljesen ellentétes E-ével.
Cool-T: One-T afrikai származású barátja. Lelövi Travoltino-t.
Bull-T: One-T genetikailag manipulált kutyája.
One-T ellenségei:
Travoltino: Gengszter és televíziós személyiség. Egy lemezkiadó vállalat, egy tv-csatorna, egy újság, és egy szórakozóhely tulajdonosa. One-T ellensége, akit Cool-T lő le.
Acidman: A feltaláló és saját fejlesztésű gyógyszereivel kereskedik. Munkáját Travoltino finanszírozza. Acidman-t körözi a rendőrség.

## Története
A One-T először 2001 nyarán jelent meg Franciaországban, ahol kiadták a Music Is The One-T ODC című első albumukat. Az album első kislemeze, #82 lett. Ezt követte a Bein' a Star. 2003nyarán a One-T a The Magic Key című kislemezzel tért vissza, amely # 9. lett a legnagyobb példányszámban eladott kislemezek között. 2003-ban összeítve pedig a #22. A The Magic Key jól fogadták Németországban, ahol az 5. helyet érte el a legnagyobb példányszámban eladott kislemezek között , valamint Dániában, ahol 4. lett. Az évek során több kislemezt jelentettek meg, többek között a Starsky & Hutch-ot, amely az azonos című film betétdala lett és a Kamasutrát 2005 elején. A második stúdióalbum a The One-T's ABC 2006 elején jelent meg. Ez egy digitális album volt és csak legális letöltő oldalakon lehetett letölteni, mint pl. az iTunes. 2007-ben az album nagy sikereket ért el Franciaországban és több európai országban.

## Diszkográfia

### Albumok
- A One-T ODC (2003)
- A One-T ABC (2006)

### Kislemezek
- Music Is The One-T ODC
- Bein' a Star
- The Magic Key
- Kamasutra
- Hamburguesa
- U!!!
- Tomorrow's War

## Fordítás
- Ez a szócikk részben vagy egészben  az   One-T című angol Wikipédia-szócikk fordításán alapul.  Az eredeti cikk szerkesztőit annak laptörténete sorolja fel. Ez a jelzés csupán a megfogalmazás eredetét és a szerzői jogokat jelzi, nem szolgál a cikkben szereplő információk forrásmegjelöléseként.